# Ровеньковская епархия
Ровенько́вская и Свердло́вская епархия — епархия Русской православной церкви на территории Антрацитовского, Краснодонского, Лутугинского, Свердловского и прилежащих городов областного подчинения на юге Луганской области Украины.

## История
24 ноября 2009 года решением Священного синода Украинской православной церкви учреждено Ровеньковское викариатство Луганской епархии.
5 января 2013 года была образована самостоятельная Ровеньковская епархия путём выделения из состава Луганской в пределах Антрацитовского, Краснодонского, Лутугинского и Свердловского районов и прилежащих городов областного подчинения Луганской области.
Конфликт на востоке Украины, начавшийся в 2014 году, затронул и Ровеньковскую епархию.
13 октября 2022 года (спустя две недели после аннексии оккупированных территорий Украины)  Ровеньковская епархия была принята в непосредственное каноническое и административное подчинение Патриарха Московского и всея Руси и Священного Синода Русской православной церкви.
27 декабря 2023 года в епархии учреждён Центр подготовки церковных специалистов.

## Епископы
Ровеньковское викариатство Луганской епархии
- Владимир (Орачёв) (24 ноября 2009 — 23 декабря 2010)
- Никодим (Барановский) (20 июля 2012 — 5 января 2013)

Ровеньковская епархия
- Пантелеимон (Поворознюк) (5 января 2013 — 17 августа 2021)
- Аркадий (Таранов) (с 17 августа 2021)

## Благочиннические округа
По состоянию на декабрь 2022 года:
- Антрацитовский
- Должанский
- Краснодонский
- Краснолучский
- Лутугинский
- Михайловский
- Новосветловский
- Петровский
- Ровеньковский